# Main Source
Main Source est un groupe de hip-hop canado-américain. Le groupe se composait de Shawn « Sir Scratch » McKenzie et Kevin « K-Cut » McKenzie, originaires de Toronto au Canada, et de Large Professor et de Mikey D, originaires de New York aux États-Unis.

## Biographie
Main Source est formé en 1989 à Toronto, Ontario, au Canada.
Leur premier album, Breaking Atoms, est publié en 1991, et classé 40e des Billboard R&B Albums. Il s'agit, d'après la presse spécialisée, d'un album particulièrement novateur, notamment dans ses paroles. Il comprend également la première apparition du jeune Nas sur Live at the Barbeque. Le succès de cet album auprès de la critique n'empêchera pas le groupe de se séparer. Le nom Main Source sera conservé par la partie canadienne du groupe, Sir Scratch et K-Cut, lors de la sortie d'un second album Fuck What You Think, avec les paroles de Mikey D. 
Large Professor quitte le groupe à cause de problèmes financiers et se concentre sur la production. Large Professor suit une carrière de producteur à succès, auprès d'Eric B. & Rakim, Pete Rock & C.L. Smooth, Nas, Mobb Deep ou encore Diamond D. K-Cut et Sir Scratch restent membres du groupe et recrutent MC Mikey D pour la publication de leur second opus, Fuck What You Think le 22 mars 1994,. L'album n'arrive pas à atteindre le même succès et la même attention que Breaking Atoms ; il est cependant classé 39e des Hot Dance Music/Maxi-Singles Sales et 48e des Hot Rap Singles.

## Discographie
- 1991 : Breaking Atoms
- 1994 : Fuck What You Think